# Yūta Abe
Yūta Abe (安部 雄大?, Abe Yūta; Yamaguchi, 31 luglio 1974) è un allenatore di calcio ed ex calciatore giapponese, di ruolo centrocampista.